# Лобкин
Лобкин — хутор в Острогожском районе Воронежской области России.
Входит в состав городского поселения Острогожск.

## Население
| 2000 | 2005 | 2010 |
| ---- | ---- | ---- |
| 3    | ↘1   | →1   |